# Tengboche

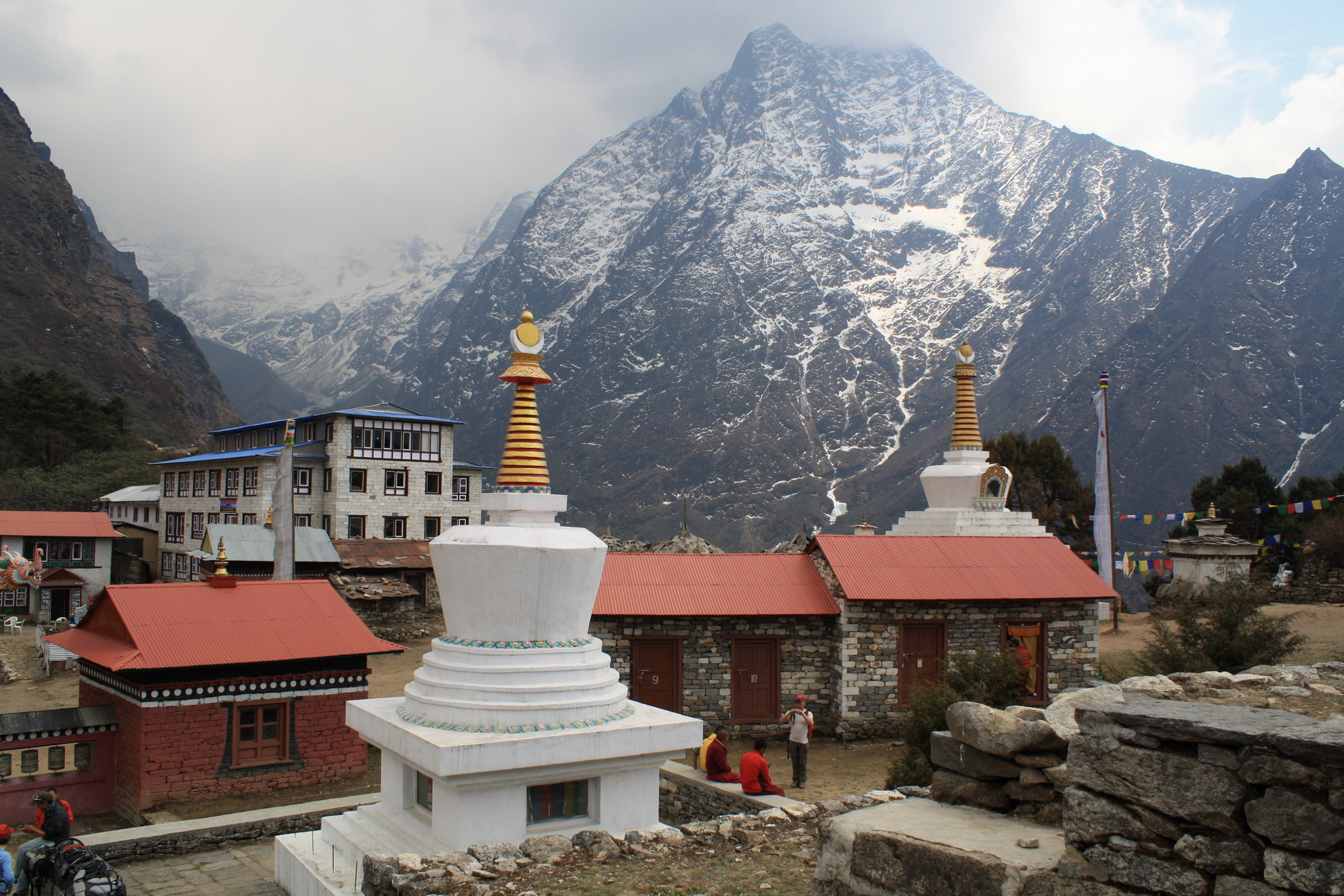
Vilagem de Tengboche visto do monasterio

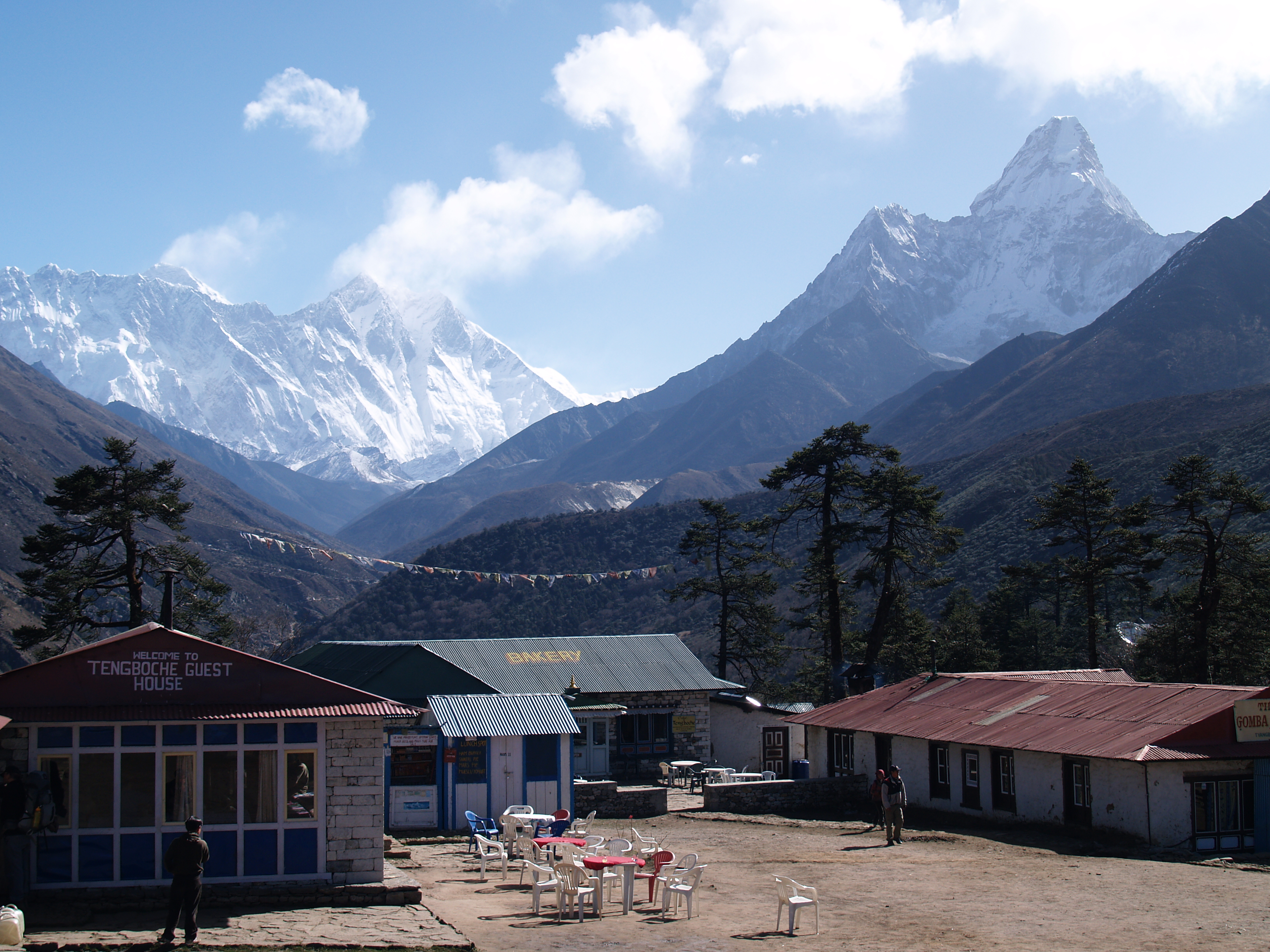
Everest e Ama Dablam vistos de Tengboche

Tengboche (ou Thyangboche) é uma vilarejo na região do  Khumbu no nordeste do Nepal, localizada a 3.867 metros (12.687 pés). Na aldeia existe um importante mosteiro budista, o Mosteiro de Tengboche, que é o maior na região do Khumbu. A estrutura foi construída em 1923. Em 1934, foi destruída por um terremoto, mas posteriormente reconstruída. Foi destruída novamente por um incêndio em 1989, e novamente reconstruída com o auxilio de voluntários locais e de ajuda financeira do exterior.
Tengboche tem uma vista panorâmica das montanhas do Himalaia, incluindo os conhecidos picos de Tawache, Everest, Nuptse, Lhotse, Ama Dablam, e Thamserku.
Tenzing Norgay, o primeiro homem a chegar ao cume do Monte Everest com Sir Edmund Hilary nasceu nesta área, na aldeia de Thani e foi enviado para Mosteiro de Tengboche para ser um monge.

## História

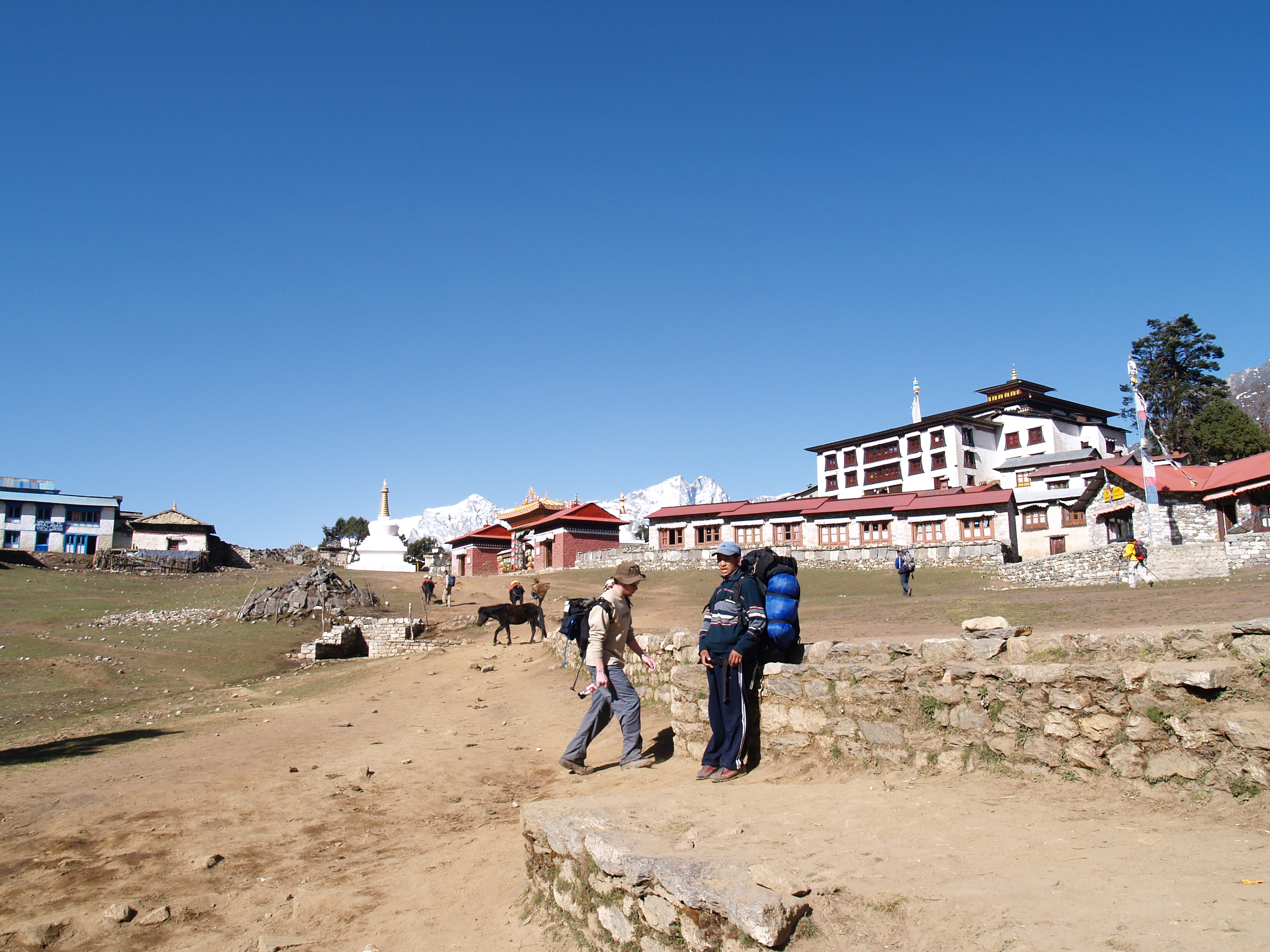
Aldeia de Tengboche vista de que vem do norte, com o monastério no fundo a direita

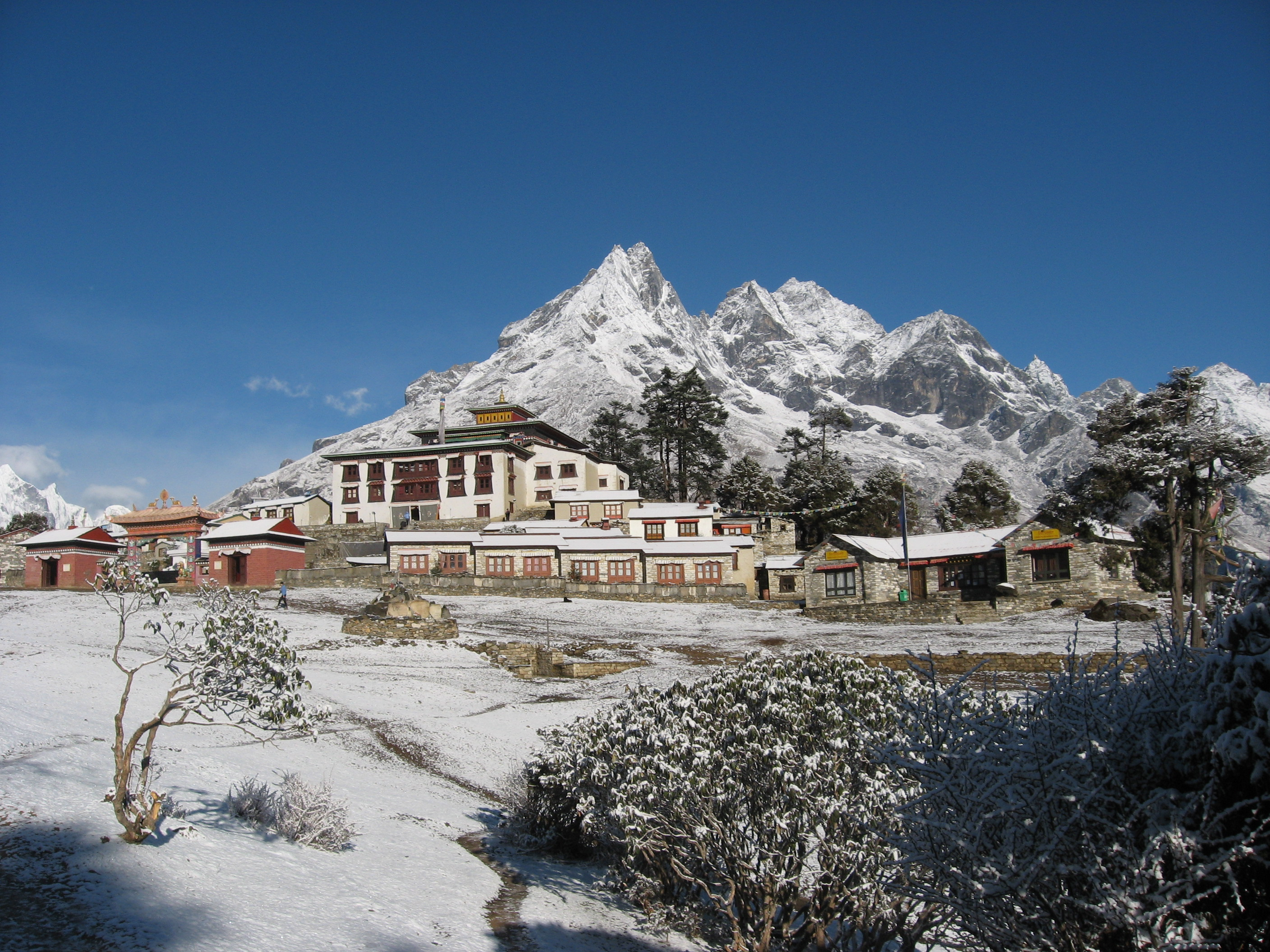
Monasterio de Tengboche Abril 2011

O vale de Khumbu, onde está localizado Tengboche, veio sob a influência do budismo cerca de 350 anos atrás. Antigas escrituras do Tibete referem-se a este vale, juntamente com Rowlang e Khanbalung como lugares sagrados. Lama Dorje Sangwa é referido como o fundador do mais antigo mosteiro do Khumbu na aldeia de Pangboche, assim como muitos outros pequenos eremitérios.
O real estabelecimento do mosteiro aconteceu apenas durante o período de Ngawang Norbu Tenzin, considerado a quinta encarnação de Dorje Sangwa. Ele tinha estabelecido o mosteiro de Rongbuk no Tibete, na face norte do Monte Everest. Ele pediu a Chatang Chotar, conhecido como Lama Gulu, para fundar um mosteiro na vila de Tengboche em 1916. Foi o primeiro mosteiro sob a linhagem dos Nyingmapa do Budismo Vajrayana. No entanto, pequenos mosteiros mais antigos ja existiam em outros vilarejos.
Três habitantes ricos da comunidade Sherpa local são creditados com a construção e financiamento do mosteiro, levando três anos para a sua total construção.
Alguns dos templos da vila e menores santuários religiosos são anteriores a 1880, particularmente todos os grandes chortens. A parede de Pedra manis, feita de lajes de pedra inscrita com orações e textos sagrados (mantras) é datada de 1915.
O mosteiro de Tengboche e outros edifícios foram destruídos durante o terremoto de 1934. Lama Gulu que o tinha construído morreu. Seu sucessor, Umze Gelden, assumiu a tarefa de reconstruir o mosteiro com forte apoio de Ngawang Norbu Tenzin.
Os monges e da comunidade local, com o apoio de um carpinteiro qualificado vindos de Lhasa, reconstruiram o mosteiro. Parte dos novos murais foram pintados por Kappa Kalden, um artista local de renome.
No entanto, preciosas escrituras antigas, estátuas, murais e esculturas em madeira foram destruídos em um grande incêndio, causado por um curto-circuito elétrico, em 19 de janeiro de 1989. Desde então, o mosteiro foi totalmente reconstruído com doações principalmente de outros países.
Com um afluxo de turistas para a região de Khumbu, particularmente para trekking ou montanhismo, o mosteiro tem recebido um maior número de visitantes.

## Geografia e clima

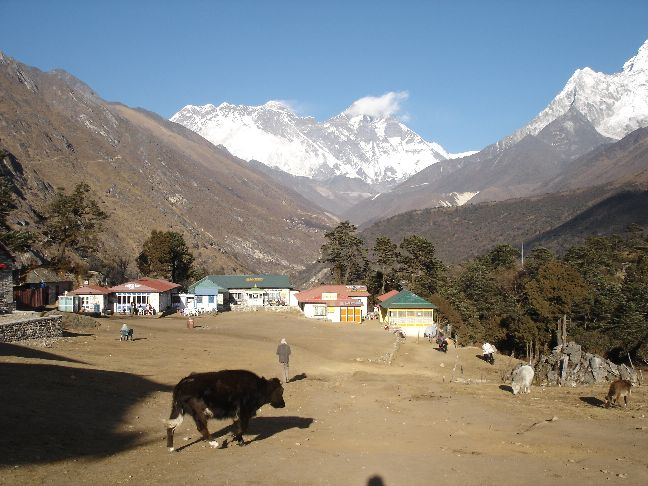
Uma visão de Tengboche com Lhotse e Everest ao fundo. Uma parte do Ama Dablam aparece no canto superior direito.

Tengboche está localizado em uma colina a leste da confluência dos rios  Duth Kosi e o Imja Khola. Encontra-se na região de Khumbu a nordeste de Kathmandu, no Nepal na fronteira com o Tibete.
É habitada por sherpas ("sherpa" significa literalmente a "easterner") que migraram do Tibete de 400 a 600 anos atrás. Tengboche é alcançada por uma trilha de montanha que passa por Namche Bazaar, e que inicia na cidade de Lukla (2.800 metros) onde está localizado o aeroporto mais próximo, este que é conectado por diversos voos diários a Kathmandu.
Para chegar até Tengboche é necessária uma dura caminhada de três dias a partir de Lukla. No entanto, considerando as necessidades de aclimatação para a escalada a esta altitude, um trekking de quatro dias é geralmente preferido.
Esta trilha atravessa inicialmente o rio Kosi Dudh (3.250 metros (10.660 pés)) e uma continua subida leva para o mosteiro de Tengboche a 3870 metros (12700 pés) de altitude.
Durante o inverno, os picos cobertos de neve do Ama Dablam, Everest, e do Lotse assim como vários outros picos formam uma paisagem pitoresca.